# Bridget Cooper

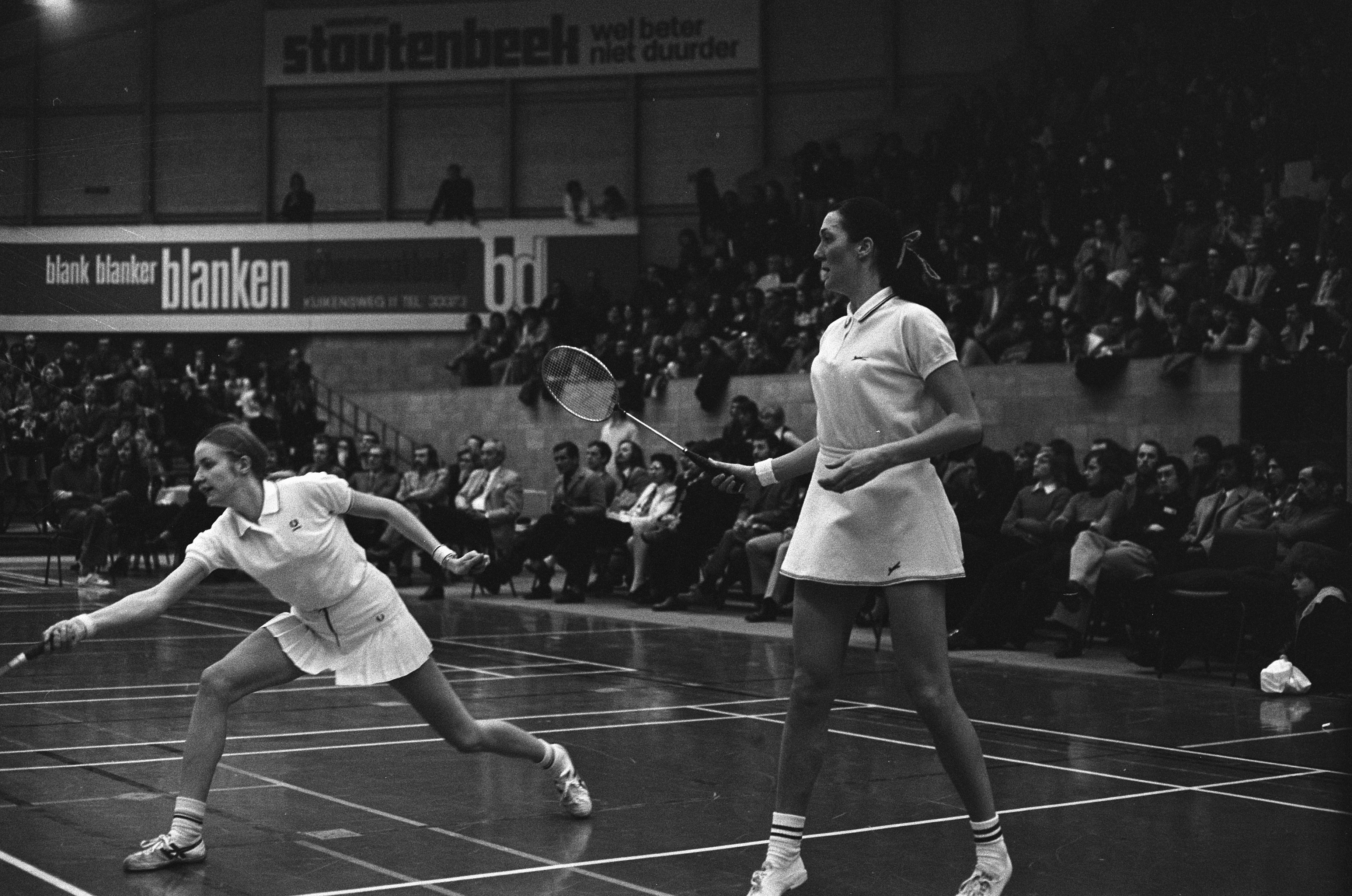
Bridget Cooper (rechts) 1973

Bridget Cooper (* um 1939) ist eine englische Badmintonspielerin. 

## Karriere
Bridget Cooper siegte wurde 1971 Dritte bei den All England im Mixed mit Wolfgang Bochow. 1972 siegte bei den Scottish Open, 1973 bei den Dutch Open. 1985, 1986 und 1987 wurde sie englische Seniorenmeisterin der O45.

## Sportliche Erfolge
| Saison | Veranstaltung | Disziplin   | Platz | Name                             |
| ------ | ------------- | ----------- | ----- | -------------------------------- |
| 1971   | All England   | Mixed       | 3     | Wolfgang Bochow / Bridget Cooper |
| 1972   | Scottish Open | Damendoppel | 1     | Gillian Gilks / Bridget Cooper   |
| 1973   | Dutch Open    | Damendoppel | 1     | Gillian Gilks / Bridget Cooper   |